# Adel (Géorgie)
Pour les articles homonymes, voir Adel.
Adel est une ville de Géorgie, aux États-Unis. Il s'agit du siège du comté de Cook.

## Démographie
| 1890 | 1900 | 1910  | 1920  | 1930  | 1940  |
| ---- | ---- | ----- | ----- | ----- | ----- |
| 527  | 721  | 1 902 | 1 720 | 1 796 | 2 134 |

| 1950  | 1960  | 1970  | 1980  | 1990  | 2000  |
| ----- | ----- | ----- | ----- | ----- | ----- |
| 2 776 | 4 321 | 4 972 | 5 592 | 5 093 | 5 307 |

| 2010  | - | - | - | - | - |
| ----- | - | - | - | - | - |
| 5 334 | - | - | - | - | - |